# Теракты в Нигерии (2011)
Теракты в Нигерии — серия терактов, совершённая на севере Нигерии 25 декабря 2011 года, в день Рождества. Теракты включали в себя как взрывы бомб, так и обстрелы в церквях городов Мадалла, Джос, Гадака и Даматуру.
Первый взрыв произошёл в церкви Святой Терезы в городе Мадалла. Через несколько часов была взорвана церковь в городе Джос. Затем террористы подорвали церковь в Гадаке.
Ответственность взяла на себя местная мусульманская секта Боко Харам.

## Атаки

### Мадалла
Взрыв в Мадалле, которая является предместьем столицы Нигерии, был первым по времени и самым кровопролитным. От взрыва пострадали прихожане церкви святой Терезы, которые выходили из неё после праздничного богослужения. Погибло 35 человек. Властям не хватало машин скорой помощи, чтобы забрать всех раненых и погибших. После взрыва начались беспорядки, был атакован полицейский участок.

### Джос
В результате взрыва бомбы погиб полицейский.

### Гадака и Даматуру
В результате взрыва в Гадаке никто не погиб, но многие получили ранения. В Даматуру произошло два взрыва. В результате одного из них погиб смертник и 3 сотрудника служб безопасности, от второго никто не пострадал.

## Международная реакция
Россия, Ватикан, Франция, Израиль, США, Великобритания осудили теракты.

## Расследование
Организатор терактов Кабиру Сокото был арестован полицией Нигерии, но сбежал. 10 февраля был пойман Государственной службой безопасности Нигерии на территории штата Тараба.